# Pinakoteka
Pinakoteka  (gr. pinakotheke, od pi’nax, slika, i theke, skladište) je naziv prostorije koja je bila ukrašena slikama, a nalazila se u bogatim grčkim i rimskim kućama obično blizu glavnog ulaza. 
Prema rimskom arhitektu Vitruviju, ta je prostorija trebala biti na sjevernoj strani kako sunčeva svjetlost ne bi oštetila slike. Jedna javna pinakoteka nalazila se u propileju Akropole u Ateni.
Današnje značenje pinakoteke jest umjetnički muzej koji izlaže isključivo slike. Primjeri modernih umjetničkih galerija koje koriste naziv pinakoteka su Stara pinakoteka u Münchenu i pinakoteka u São Paulu.